# Pawieł Szabalin
Pawieł Szabalin (ur. 23 października 1988 r. w Aksu) – kazachski piłkarz występujący na pozycji napastnika. Od początku profesjonalnej kariery piłkarz kazachskiego klubu Irtysz Pawłodar. Ma na koncie jeden występ w reprezentacji Kazachstanu, w której zadebiutował w 2012 roku.